# Mickey Redmond
Michael « Mickey » Redmond (né le 27 décembre 1947 à Kirkland Lake au Canada) est un joueur de hockey sur glace de la Ligue nationale de hockey. Il est le frère de Dick Redmond.

## Carrière
Après avoir évolué dans la Ligue de hockey de l'Ontario, Redmond va rejoindre les rangs de la Ligue nationale de hockey en 1967 avec les Canadiens de Montréal de 1967 à 1970.

Il arrive ensuite aux Red Wings de Détroit pour y terminer sa carrière en 1976.
Il marquera 428 points (233 buts et 195 passes) en 538 matchs de LNH.
Il a été consultant sur ESPN puis aujourd'hui sur CBC avec Don Cherry.